# Muzeum Farmacji w Bydgoszczy

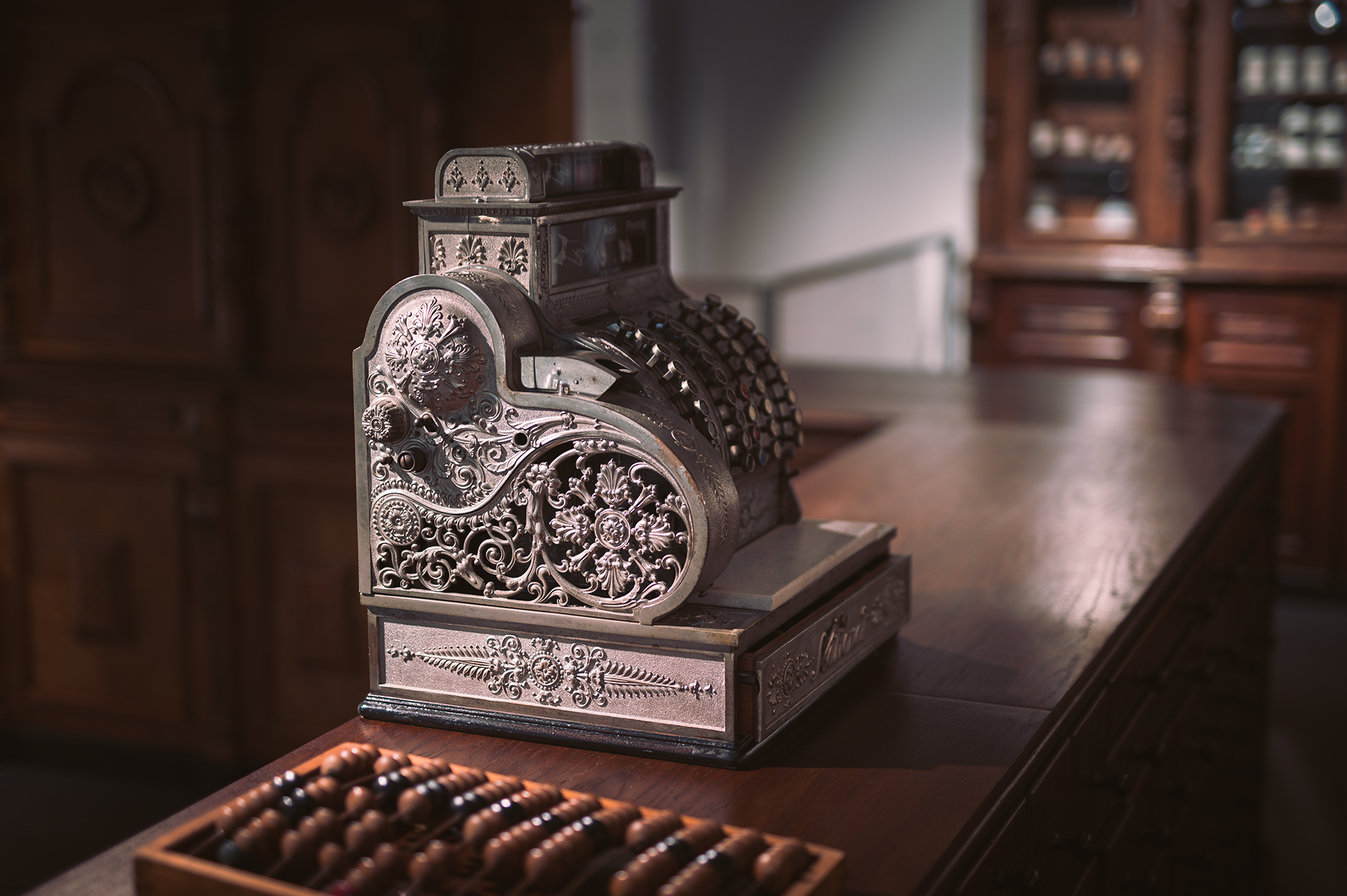
Kasa fiskalna „National”

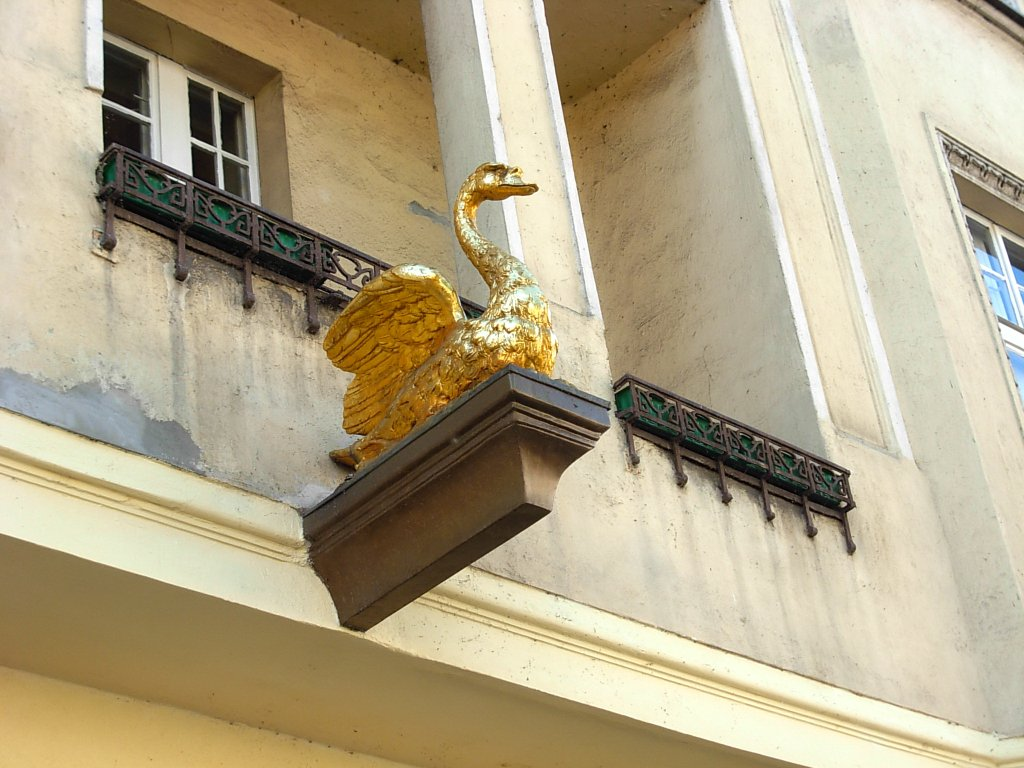
Złoty łabędź nad wejściem do apteki i muzeum

Apteka "Pod Łabędziem" – oddział Muzeum Okręgowego im. Leona Wyczółkowskiego w Bydgoszczy. Oddział otwarty w 2022 r. w pomieszczeniach dawnego Muzeum Farmacji oraz Apteki „Pod Łabędziem” w kamienicy przy ul. Gdańskiej 5 w Bydgoszczy.

## Historia muzeum
Oddział Muzeum Okręgowego im. Leona Wyczółkowskiego w Bydgoszczy. Oficjalne otwarcie nastąpiło 15.12.2022 r. Oddział prezentuje zabytki związane z historią farmacji oraz medycyny. Większość eksponatów została pozyskana w 2017 r., jako zakup od Państwa Wodyńskich, właścicieli wcześniej działającego w tym miejscu prywatnego Muzeum Farmacji.  
Muzeum Farmacji „Pod Łabędziem" powstało w 2003 roku, w 150. rocznicę założenia apteki mieszczącej się tam nadal przez aptekarza z Ostrowa Wielkopolskiego Constantina Augusta Mentzla (27 grudnia 1853 r.) Urządzono je na aptekarskim zapleczu, na które składa się pięć pomieszczeń: dawna zielarnia, laboratorium galenowe, biblioteka muzealna, receptura oraz zaaranżowany na salę wystawową korytarz. 
Większość zbiorów stanowi dawne wyposażenie apteki „Pod Łabędziem" lub pochodzi z kolekcji twórcy Muzeum – Bartłomieja Wodyńskiego. Zbiory pochodzą głównie z zachodnich ziem Polski i terenu dzisiejszych Niemiec, zaś pozostała część to dziedzictwo byłego Królestwa Kongresowego, zachodnich guberni zaboru rosyjskiego lub Galicji.
W związku z zamknięciem apteki w 2017, zbiory muzeum zostały przejęte przez Muzeum Okręgowe w Bydgoszczy. Kolekcją zajmuje się Dział Historii Medycyny i Farmacji. Na wystawę stałą składa się ekspozycja dotycząca historii bydgoskiego aptekarstwa, dawna izba ekspedycyjna, izba recepturowa z lat 70. XX w. oraz jedyne w Polsce laboratorium galenowe z przełomu XIX i XX w.. W rozstrzygniętym w 2021 konkursie na nową aranżację wnętrza wybrano projekt Marty Simon – studentki wzornictwa z Pracowni Projektowania Mebla na Wydziale Inżynierii Mechanicznej Uniwersytetu Technologiczno-Przyrodniczego w Bydgoszczy. Po ponownym otwarciu wystawy (15 grudnia 2022) obiekt zachował tradycyjna nazwę i funkcjonuje jako Muzeum Apteki „Pod Łabędziem” - Oddział Muzeum Okręgowego im. Leona Wyczółkowskiego w Bydgoszczy. 

## Ekspozycja
Ekspozycja stała "Aptekarstwo bydgoskie" składa się z czterech pomieszczeń wystawowych. W oddziale znajduje się również sala wystaw czasowych.
1. Sala pierwsza - zbiór eksponatów związanych historią farmacji w Bydgoszczy od XVI w. do okresu PRL. Eksponowane są zabytkowe moździerze, butelki i naczynia apteczne, preparaty farmakognostyczne. Część ekspozycji poświęcona jest historii zakładów kosmetycznych działających w Bydgoszczy w dwudziestoleciu międzywojennym.
2. Izba ekspedycyjna - ukazanie wyglądu apteki z połowy XIX w. W sali znajdują się XIX wieczne meble apteczne z Apteki "Pod Łabędziem" w Toruniu oraz liczne naczynia apteczne do przechowywania ziół i lekarstw. Na ekspozycji widnieje również zbiór farmaceutycznego szkła uranowego.
3. Laboratorium galenowe (jedyne w Polsce) – miejsce, w którym wytwarzano leki i preparaty z surowców roślinnych, zwierzęcych i mineralnych, według ściśle określonych przepisów, zamieszczonych w dawnych receptariuszach. Zachowało się ono w stanie niemal nie zmienionym od czasu swego powstania wraz z przyrządami do wytwarzania maści, tabletek, czopków, nalewek i syropów (większość z nich działa do dziś). Jednym z ciekawszych okazów jest tabletkarka firmy Fritz Kilian z 1905 roku.
4. Izba recepturowa - zbiór mebli oraz wyposażenie służące do wytwarzania leków recepturowych z II poł. XX w.